# Закревська Євгенія Олександрівна
Закревська Євгенія Олександрівна — адвокатка, громадська діячка, представниця родин Небесної Сотні, молодша сержантка у Силах територіальної оборони ЗСУ.
Відома участю в таких резонансних справах як захист Гостинного Дому, захист сімей постраждалих під час Революції Гідності, в тому числі у справі про викрадення Ігоря Луценка та Юрія Вербицького, захист інтересів Олега Сенцова та Олександра Кольченка у справі про їх викрадення в Криму, захист інтересів Романа Ратушного в справі про незаконну забудову Протасового Яру, а також у т.зв. "Справі Казимира Малевича" про спробу підпалу дверей Офісу Президента, захист інтересів Катерини Гандзюк у справі про вбивство Катерни Гандзюк , захист інтересів Василя Сергієнка у справі про вбивство Василя Сергієнка та ін.

## Життєпис
Народилася в Москві коли батьки навчалися в Московському авіаційному інституті, виросла в Полтаві. Мама родом з Вінниці, тато — з Полтави.  
Навчалася в Харківському університеті внутрішніх справ. 
Адвокаткою Закревська стала в 2008 році. 

### Гостинна республіка[11]
В 2012 році Євгенія Закревська приєдналася до акції по захисту історичної будівлі Гостинний двір у Києві на Подолі. 15 серпня 2011 року Кабмін під керівництвом прем’єра Миколи Азарова вивів Гостиний двір, невід’ємну частину архітектурного ансамблю Контрактової площі, з Державного реєстру пам’яток архітектури. Це означало, що будівлю можна приватизувати. Громадські організації відреагували оперативно: почали оскаржувати постанову уряду у судах. Інтереси громади Києва представляли Марина Соловйова та Євгенія Закревська. 
У травні 2012 року, коли стало відомо про можливі плани перебудови Гостиного двору, почалася стихійна акція протесту. Активісти зайняли внутрішній двір будівлі, щоб відсвяткувати там День Києва і не покидали його протягом дев’яти місяців, не дозволяючи вести будівництво. Протестувальники вимагали не допустити сумнівної реконструкції, а саме повернути Гостиному двору статус історичної пам’ятки, а саму будівлю передати до комунальної власності і перетворити на художній центр. Ще одна умова, яку активісти поставили забудовникові, – не добудовувати скляний дах і не змінювати фасад будівлі. У відовідь на спробу силового захоплення Євгенія Закревська вилізла на будівельний кран, звідки її, з вивихнутою рукою, знімав "Беркут". Однак масштабна пожежа, що сталася вночі в лютому 2013 року, дозволила забудовнику витіснити активістів з будівлі і почати будівельні роботи. 
У 2018 році суд зобов’язав Укрреставрацію повернути будівлю Гостиного двору регіональному відділенню Фонду держмайна. На початку 2019 року ФДМУ оформив своє право власності на цю історичну будівлю. 

### Революція Гідності(Євромайдан)
Євгенія Закревська - співзасновниця та Голова колегії громадського об'єднання "Адвокатська дорадча група" - об'єднання адвокатів, які представляють інтереси потерпілих у Справах Майдану. Євгенія Закревська домоглася координації та просування розслідувань злочинів проти протестувальників.
 

Євгенія Закревська була на Майдані з перших днів. Стала свідком силового розгону Євромайдану у Києві.  
“Було зрозуміло, що протести затухають. І в ту ніч на Майдані лишалося кілька сотень людей. Я приїхала в центр Києва десь близько першої ночі. Все було тихо і мирно. Зі сцени просили не розходитися. Десь за півгодини до розгону я пішла з друзями пити чай. І потім мені телефонує Роман Ратушний і у доволі незвичній для нього манері кричить: “Женя! “Беркут”! Допоможи!” Ми біжимо до стели Незалежності. А нам назустріч “беркути”. Тягнуть людей. Б’ють їх. Точно пам’ятаю, як по асфальту тягли якусь дівчину. Тут же біжать протестувальники. Кричать, що на Майдан не можна, що там страшно, там силовики. Доходимо до Майдану. Бачимо, як їдуть швидкі. Ми були дуже злі, бо думали, що вони тікають з центру. Значно пізніше я дізналася, що вони просто були переповнені побитими людьми. І ще пам’ятаю, що тоді не працював мобільний зв’язок”, – розповідає Закревська.
Ініціювала порушення кримінальної справи щодо розгону протестувальників ще під час Євромайдану.
Представляла інтереси Ігоря Луценка та Юрія Вербицького у справі про викрадення. В 2021 році виграла справу активістів Майдану "Луценко та Вербицький проти України” в Європейському суді з прав людини. Скарга Ігоря Луценка було подано ще під час подій на Майдані, щоб ЄСПЛ втрутився ще тоді й запобіг незворотнім порушенням прав людини. Тоді він не втрутився, тобто термінових заходів не вжив. Але в загальному порядку справа в ЄСПЛ почала розглядатись.
З 2014 року представляє інтереси родин загиблих Небесної сотні
У 2019 році публічно виступала проти внесення до списків на обмін і обміну на полонених ексберкутівців Олега Янишевського, Сергія Зінченка і Павла Аброськіна, обвинувачених за злочини, які призвели до смерті 49 чоловік протягом 20 лютого 2014 р. на Майдані. Застерігала, що це не тільки зруйнує багаторічний судовий процес, а й правоохоронну і судову систему, а також загрожує суверенітету України.,
21 листопада 2019 оголосила голодування допоки не буде проголосовано поправку, що дозволить слідчим у справах Майдану перейти в ДБР і поновити розслідування по Майдану, яке зупинилось.  Голодування Закревської підтримав звільнений з російської в’язниці політв’язень та режисер Олег Сенцов, колишня в.о. міністра охорони здоров’я Уляна Супрун, письменник Сергій Жадан, низка громадських діячів також оголосили голодування в її підтримку. Відбулися акції протесту на підтримку голодування Закревської у Києві і Львові. 
 

3 грудня 2019 р. Верховна Рада прийняла поправку за яку голодувала Закревська 
Те, що встановлює слідство і суд, це буде частиною історії. Але розслідування і правосуддя – це тільки про встановлення історичних фактів.

### Аннексія Криму
Євгенія Закревська особисто фіксувала злочини окупаційної влади Криму та представляла інтереси постраждалих,. Зокрема захищала інтереси Олега Сенцова та Олександра Кольнчека у справі про викрадення, політв'язня Еміра-Усеїна Куку, політв'язнів Нарімана Джеляла і Асана Ахтемова  та інших 
У 2016 році Євгенії Закревській заборонили в'їзд до Криму

### TEDx Kyiv
В 2017 році виступила з розмовою про засвоєння політичних уроків на конференції TEDx Kyiv

### Російське вторгнення
В лютому 2022 приєдналася до Сил територіальної оборони Збройних сил України 
“Це те, що я зараз вважаю найважливішим узагалі й для себе. Це те місце, де я зараз найкорисніша”, – написала Закревська. 
На момент 13 червня 2024 року була аеророзвідницею зі званням молодший сержант ЗСУ У вільний від стрільби час займається аналітикою. Продовжує вести справи Майдану. 